# Fernitz-Mellach
Fernitz-Mellach è un comune austriaco di 4 610 abitanti nel distretto di Graz-Umgebung, in Stiria. È stato creato il 1º gennaio 2015 dalla fusione dei precedenti comuni di Fernitz e Mellach; capoluogo comunale è Fernitz.